# جورجيا ماسون
جورجيا ماسون (بالإنجليزية: Georgia Mason)‏ هي عالمة نبات أمريكية، ولدت في 16 مارس 1910، وتوفيت في 8 أكتوبر 2007.